# Caselle in Pittari
Caselle in Pittari község (comune) Olaszország Campania régiójában, Salerno megyében. 

## Fekvése
A település a Cilento és Vallo di Diano Nemzeti Parkban fekszik, a megye délkeleti részén. Határai: Casaletto Spartano, Morigerati, Rofrano, Sanza és Torre Orsaia. 
A 44,62 km²-es, főként dombos terület igen gazdag a természeti és régészeti szépségekben. A település egy 444 m magas dombon épült egy középkori torony közelében. Innen zavartalan a kilátás északra, Campania legmagasabb hegye, a Monte Cervati (1898 m) felé, amelyen a Bussento-folyó forrásai fakadnak. A víz áthaladva Caselle területén, a Sabetta-tóba jut, majd a La Rupe közelében, a településtől keletre, elnyeli a föld. Nyugaton a Monte Bulgheria határolja. Északra a Monte Gelbison fekszik a Novi Velia-szentéllyel a csúcsán. Délkeletre található a Monte Pittari (jelentése köves hegység), amelyről a település a nevét kapta, s amelyen egy szentélyt építettek Szent Mihály arkangyal tiszteletére. A település nevének jelentése házikók a köves hegyen.

## Története
A vidéket már az őskorban lakták, erre utalnak a Grotta di San Michele barlangban megtalált kezdetleges eszközök maradványai. Az ókor során a lucaniaiak telepedtek le ezen a vidéken, akiket az i. e. 3. században a rómaiak leigáztak. A mai település első írásos emléke a 11. századból származik, amikor a salernói hercegek apátságot építettek, amelynek napjainkban már csak a kriptái láthatók. 1067-től a vidék a cavai püspökök birtoka lett. 1154-ben a padulai grófok szerezték meg. A település 1806-ig, amikor a Nápolyi Királyságban felszámolták a feudalizmust, nemesi birtok volt. 

## Népessége
A népesség számának alakulása:

## Főbb látnivalói
- Régészeti feltárások Laurelli területén
- a Szent Mihály arkangyal tiszteletére épült szentély
- Citera területén feltárt nekropoliszok